# Elisabeth Linhart
Elisabeth Linhart (* in Wien) ist eine österreichische Sopranistin, Opern- und Liedsängerin.

## Karriere
In Wien hatte sie ab sieben Jahren Klavierunterricht. Nach einer Schauspielausbildung und dem Studium der Psychologie fand sie Engagements an Wiener Kellerbühnen. Sie absolvierte ein klassisches Gesangsstudium an der Musikuniversität in Wien. Ihre Lehrer waren Ilse Rapf und Erik Werba, Meisterkurse besuchte sie bei Elisabeth Schwarzkopf, Sir Charles Mackerras und Jean-Pierre Blivet. Es folgten Engagements an der Wiener Kammeroper und die Zusammenarbeit mit freien Wiener Operngruppen in einer Reihe zeitgenössischer Opern. Elisabeth Linhart trat in Orchesterkonzerten und den gängigen Oratorien auf und erarbeitete ihr umfangreiches Liedrepertoire. Sie gibt Meisterkurse für Lied-Interpretation.
Zeitgenössische Komponisten haben für Elisabeth Linhart Lieder sowie Liederzyklen geschrieben, wie zum Beispiel der Wiener Film- und Medienkomponist Alexander Kukelka die Hauptrolle der Donna Simpson in seiner Oper Donnas Traum (Uraufführung: März 2012 in Wien). Mit den beiden Programmen Zu Gast bei Alma Mahler – Lieder des Wiener Jugendstils und den Ingeborg Bachmann-Liederzyklen der bulgarischen Komponistin Julia Tsenova tritt die Sängerin bei internationalen Festivals in ganz Europa, den USA, Mittelamerika und Asien auf. Konzertreisen führen und führten sie in viele Länder Europas und nach Mittelamerika, China und in die USA. Elisabeth Linhart leitet Kulturprojekte und schreibt musikwissenschaftliche Aufsätze. Ihre Magisterarbeit (Musikverein St. Pölten 1837. Seine Geschichte von 1837–1900) hat sie im Jahr 2003 über einen der ältesten aktiven Musikvereine Österreichs verfasst.

## Repertoire
Die Vorliebe für Textinterpretationen und ein großes Liedrepertoire gehören zu ihren Markenzeichen. Sie konzertiert u. a. mit dem ORF-Symphonie-Orchester, dem Tonkünstler-Orchester Niederösterreich, dem Haydn Sinfonietta Wien, dem Collegium Academicum de Genève und mit Paul Angerer und dem Concilium musicum Wien. Liedbegleiter waren Helmut Deutsch, Julia Tsenova, Volker Nemmer, Margit Fussi, Markus Vorzellner, Karl Eichinger, Halina Piskorski, Elisabeth Eschwé. Elisabeth Linhart hat an Uraufführungen zeitgenössischer Komponisten mitgewirkt, so von Wolfram Wagner, Paul Hertel, Ulf-Diether Soyka, Karlheinz Schrödl und Julia Tsenova.
Liederabende bilden den Schwerpunkt in der Karriere der Sopranistin. Ihre Programme stellt sie zu bestimmten Themenkreisen zusammen und verfasst auch die musiksoziologischen Texte für das Abendprogramm. Über 500 Lieder aus praktisch allen Stil-Epochen bilden ihr Repertoire – aus Klassik, Romantik und Gegenwart – von J. S. Bach bis zu Luciano Berio und zum Wienerlied. Besonders erfolgreich ist Elisabeth Linhart mit ihrer Interpretation der Lieder des Wiener fin de siècle um 1900 der Komponisten Gustav Mahler, Arnold Schönberg, Alexander Zemlinsky, Franz Schreker und Richard Strauss. Daneben singt sie Wienerlieder und Stücke aus Operetten, Chansons und Couplets aus den Jahren 1900 bis 1938, verbunden mit Texten der Wiener Kaffeehausliteraten Alexander Roda Roda und Peter Altenberg.

## Auszeichnungen
- 2004 Förderpreis der Landeshauptstadt St. Pölten für Wissenschaft und Kunst.